# 城陽スマートインターチェンジ
城陽スマートインターチェンジ（じょうようスマートインターチェンジ）は、京都府城陽市に事業中の新名神高速道路のスマートインターチェンジ (スマートIC) である。名称は仮称である。

## 概要
本線直結型で、利用可能車種はETC搭載の全車種で24時間運用、上下線ともに出入可となる予定。当スマートICの設置により地域創生や観光振興の整備効果が期待されるとしている。
2017年の連結許可当初は入口・出口共にETCレーンは1つのみの予定であったが、城陽井手木津川バイパスの新規事業化などが行われたことを踏まえて2019年に交通量推計を再度検証した結果、時間別休日交通量において処理能力を上回り渋滞を引き起こす可能性が高いとして、レーン数が当初の各1レーンから各2レーンに変更された。

## 道路
- E1A 新名神高速道路

## 接続する道路
- 市道城陽スマートインター線[4]

## 歴史
- 2017年（平成29年）7月21日 : 国土交通省より連結許可[4]。
- 2024年（令和6年）12月24日：この日行われた大津JCT - 城陽IC/JCT間の工事連絡調整会議の席上、開通見通しが当初の2024年度から少なくとも4年（工程の進捗次第ではさらに1−2年）遅れ、2028年度以降になることが報告される[5][1]。

## 隣
E1A 新名神高速道路
宇治田原IC（事業中） - 城陽スマートIC（仮称・事業中） - (9)城陽JCT/IC（事業中）